# Torre Quimeta
La Torre Quimeta és una obra del municipi de Roses (Alt Empordà) protegida com a bé cultural d'interès local, situada a l'oest del nucli urbà, molt propera a la Platja del Salatar i situada darrere d'un edifici d'apartaments ubicats al carrer Joanot Martorell.

## Descripció
Es tracta d'una antiga torre de planta circular i perfil atalussat, d'uns cinc metres de diàmetre i uns set metres d'alçada. Consta de planta baixa, un pis i terrassa superior. Tant les obertures com el coronament de la torre, amb merlets, són de factura moderna. A la planta baixa destaca la porta d'accés a l'interior, d'obertura rectangular i orientada al sud, i una finestra d'arc rebaixat amb llinda de maons a sardinell. Les obertures del primer pis són senzilles finestres rectangulars sense cap element decoratiu. El coronament emmerletat, de ciment, està bastit damunt d'una cornisa de maó pla que envolta la torre. Actualment (2008) s'utilitza com a habitatge unifamiliar. La construcció està bastida amb pedres irregulars i fragments de material constructiu, lligat amb morter de calç.

## Història
L'any 1543, Roses pateix un greu atac per part dels pirates i això fa que l'emperador Carles I doni el permís per a la construcció de la Ciutadella. El 1554, el futur rei Felip II ordena la construcció de dues torres fora del recinte de la Ciutadella, però immediatament adjacents a ella, que van substituir les dues enderrocades pels temporals de 1421. Aquestes torres, avui conegudes amb els noms de Torre Calsina i Torre Quimeta, van transformar-se en molins de vent, tal com apareixen en un gravat francès de 1693. Tot i això, sabem que durant el setge a la Ciutadella per part de les tropes franceses durant la Guerra Gran (1793-1795), es va instal·lar en aquest lloc una bateria que s'anomenava "de los Molinos". A principis del segle XX es van adequar com habitatges. El 27 de maig de 2002 van rebre la protecció de BCIL després d'haver estat a punt de desaparèixer per tal de fer nous edificis. La Comissió Territorial de Girona creu que són dos elements importants pel coneixement del funcionament de la ciutadella i insta a l'Ajuntament a la seva protecció.